# Koszyce (Piła)
Koszyce (niem. Koschütz) – dzielnica Piły, położona w północnej części miasta, nad Gwdą.

## Historia
Pierwsza wzmianka o młynie na zdroju Kossicznim pojawia się w 1563. W 1789 oprócz młyna istniał tu królewski folwark wolny od podatków i 5 gospodarstw. W latach 1807–1815 na strumieniu między Piłą i Koszycami przebiegała granica pomiędzy Księstwem Warszawskim a Królestwem Prus. Wieś rozwinęła się w XIX wieku – w 1820 miała 49, a w 1905 już 246 mieszkańców. Aż do 1954 Koszyce były wsią leżącą w gminie Stara Łubianka w powiecie wałeckim w koszalińskim; w tymże roku wraz z przysiółkiem Kuźnica Pilska zostały włączone w granice Piły w województwie poznańskim. Od lat 90. XX wieku na terenie dzielnicy (zwłaszcza w jej wschodniej części) intensywnie rozwija się budownictwo mieszkaniowe (osiedle Zielona Dolina).

## Zabytki
- szkoła powszechna z 1901, obecnie Liga Obrony Kraju
- dawna rogatka z drugiej połowy XIX wieku
- dawna karczma "Pod Zielonym Wieńcem" z 1892, z przyległym parkiem (al. Niepodległości 156)
- młyn wodny z końca XIX wieku, obecnie bar
- modernistyczna elektrownia wodna "Koszyce" z lat 1937–1939
- cmentarz ewangelicki z początku XX wieku przy ul. Wiśniowej
- domy z XIX/XX wieku (al. Niepodległości, ul. Wałecka, Okrężna) oraz z okresu międzywojennego (ul. Koszycka)

## Wspólnoty wyznaniowe
- Parafia św. Rafała Kalinowskiego w Pile przy ul. Niepodległości
- Sala Królestwa czterech zborów Świadków Jehowy[4] przy ul. Okrężnej

## Dojazd
Do Koszyc można dojechać autobusami linii nr: 2, 3, 4, 12, 14, 19 obsługiwanymi przez MZK Piła.
Przystanek PKS:
- Piła, Niepodległości/Wałecka